# Dobrosław Dowiat-Urbański
Dobrosław Zbigniew Dowiat-Urbański (ur. 25 listopada 1972 w Katowicach) – polski urzędnik państwowy, w latach 2016–2024 szef Służby Cywilnej.

## Życiorys
Studiował prawo i filologię germańską na Uniwersytecie Marii Curie-Skłodowskiej w Lublinie, a także na uniwersytetach we Fryburgu Bryzgowijskim i Kolonii. Ukończył także Krajową Szkołę Administracji Publicznej oraz odbył aplikację legislacyjną, po czym w 1999 został zatrudniony w administracji rządowej. Przez rok jako stypendysta Fundacji Roberta Boscha odbywał staże zawodowe w federalnych ministerstwach niemieckich, w tym w resorcie spraw zagranicznych.
Pracował początkowo w Urzędzie Mieszkalnictwa i Rozwoju Miast (późniejsze Ministerstwo Infrastruktury), gdzie przeszedł szczeble kariery od głównego specjalisty poprzez radcę ministra, naczelnika wydziału do zastępcy dyrektora departamentu. W 2008 został zastępcą dyrektora Departamentu Prawnego w Kancelarii Prezesa Rady Ministrów, odpowiadając za obsługę legislacyjną i prawną Szefa Służby Cywilnej. Brał udział jako ekspert w projektach Unii Europejskiej wspierających rozwój służby cywilnej i administracji publicznej w Albanii, Serbii i Ukrainie. 2 marca 2016 powołany na stanowisko szefa Służby Cywilnej w miejsce Claudii Torres-Bartyzel. 15 lutego 2024 zakończył pełnienie tej funkcji.
Współautor komentarza do ustawy o służbie cywilnej i autor komentarza do nowelizacji ustawy.